# Diocèse de Vic
Le diocèse de Vic (en latin : dioecesis Vicensis ; en catalan : diòcesi de Vic ; en espagnol : diócesis de Vich) est une Église particulière de l'Église catholique en Espagne. Son siège est la cathédrale Saint-Pierre de Vic. Érigé au Ve siècle, il est un des diocèses historiques de Catalogne. Il couvre une partie de la province de Barcelone et est suffragant de l'archidiocèse de Tarragone. Depuis 2003, l'évêque diocésain de Vic est Román Casanova (es).

## Territoire
Le diocèse de Vic confine : au nord, avec le diocèse d'Urgell et celui de Perpignan-Elne ; à l'est, avec le diocèse de Gérone et celui de Terrassa ; au sud, avec l'archidiocèse de Barcelone et celui de Tarragone ; et, à l'ouest, avec le diocèse de Solsona.
Il couvre cent trente municipalités : Aguilar de Segarra, Aiguafreda, Alpens, Argençola, Artés, Avinyó, Balenyà, Bellprat, Borredà, El Brull, Calaf, Calders, Calldetenes, Callús, Calonge de Segarra, Campdevànol, Camprodon, Castellbell i el Vilar, Castellcir, Castellfollit del Boix, Castellgalí, Castellnou de Bages, Castellolí, Castellterçol, Centelles, Collsuspina, Copons, Espinelves, L'Estany, Figaró-Montmany, Folgueroles, Fonollosa, Gaià, Gallifa, Gombrèn, Granera, Gurb, Igualada, Jorba, Llanars, Les Llosses, Lluçà, Malla, Manlleu, Manresa, Les Masies de Roda, Les Masies de Voltregà, Moià, Molló, Monistrol de Calders, Montesquiu, Montmaneu, Muntanyola, Mura, Navarcles, Òdena, Ogassa, Olost, Orís, Oristà, Osor, Perafita, La Pobla de Claramunt, El Pont de Vilomara i Rocafort, Prats de Lluçanès, Els Prats de Rei, Pujalt, Rajadell, Rellinars, Ripoll, Roda de Ter, Rubió, Rupit i Pruit, Sallent, Sant Agustí de Lluçanès, Sant Bartomeu del Grau, Sant Boi de Lluçanès, Sant Feliu de Codines, Sant Feliu Sasserra, Sant Fruitós de Bages, Sant Hilari Sacalm, Sant Hipòlit de Voltregà, Sant Joan de les Abadesses, Sant Joan de Vilatorrada, Sant Julià de Vilatorta, Sant Llorenç Savall, Sant Martí d'Albars, Sant Martí de Centelles, Sant Martí de Tous, Sant Martí Sesgueioles, Sant Mateu de Bages, Sant Pau de Segúries, Sant Pere de Torelló, Sant Pere Sallavinera, Sant Quirze de Besora, Sant Quirze Safaja, Sant Sadurní d'Osormort, Sant Salvador de Guardiola, Sant Vicenç de Castellet, Sant Vicenç de Torelló, Santa Cecília de Voltregà, Santa Eugènia de Berga, Santa Eulàlia de Riuprimer, Santa Margarida de Montbui, Santa Maria de Besora, Santa Maria de Corcó, Santa Maria de Merlès, Santa Maria d'Oló, Santpedor, Setcases, Seva, Sobremunt, Sora, Susqueda, Tagamanent, Talamanca, Taradell, Tavèrnoles, Tavertet, Tona, Torelló, Vacarisses, Vallfogona de Ripollès, Veciana, Vic, Vidrà, Viladrau, Vilallonga de Ter, Vilanova de Sau et Vilanova del Camí.

## Histoire
Le premier évêque de Vic dont l'existence est attestée est Cinidi qui participa au concile de Tarragone de 516.
En 713, la succession épiscopale est interrompue à la suite de la conquête arabe.
Le diocèse de Vic est rétabli en 886. Il est alors suffragant de l'archidiocèse de Narbonne et le reste jusqu'au rétablissement de l'archidiocèse de Tarragone au XIIe siècle.
En 1154, le diocèse de Vic cède quelque paroisses à l'archidiocèse de Tarragone.
En 1593, il cède une portion de son territoire pour l'érection du diocèse de Solsone.
En 1854, il cède l'abbaye de Montserrat et quelques paroisses au diocèse de Barcelone.
En 1957, il cède ses paroisses qui se trouvaient dans la province de Tarragone à l'archidiocèse de Tarragone et celles qui se trouvaient dans la province de Lérida au diocèse de Solsone. En contrepartie, il reçoit huit paroisses du diocèse de Barcelone et six de celui de Gérone.